# Barnstedt (Dolna Saksonia)
Barnstedt – miejscowość  i gmina położona w niemieckim kraju związkowym Dolna Saksonia, w powiecie Lüneburg. Należy do (niem. Samtgemeinde) gminy zbiorowej Ilmenau.

## Położenie geograficzne
Barnstedt leży w południowej części gminy zbiorowej Ilmenau 14 km na południe od Lüneburga.
Od północy sąsiaduje z gminami  Embsen i Melbeck, od wschodu z gminą Bienenbüttel w powiecie Uelzen i od południa z gminą Hanstedt z gminy zbiorowej Altes Amt Ebstorf w tymże powiecie i od zachodu z gminą Betzendorf zgminy zbiorowej Amelinghausen. 
Przez gminę płynie strumień Barnstedt-Melbecker Bach, mały lewy dopływ Ilmenau uchodzący do niej w Melbeck i inny strumień Heinsener Bach uchodzący do tego pierwszego w dzielnicy Kolkhagen.

## Dzielnice gminy
W skład gminy Barnstedt wchodzą również dwie dzielnice Kolkhagen i Neukolkhagen.

## Historia
Warte obejrzenia w Barnstedt jest pochodzące przypuszczalnie z VIII wieku dobro raubritterów, które było od 1165 w posiadaniu rodu von Estorff. Najstarszą częścią tych dóbr jest wielokrotnie niszczona przez pożary kaplica zbudowana w 1593. Do dziś jest wykorzystywana do odprawiania nabożeństw, ale również służy jako miejsce koncertów i odczytów.
Od XII wieku rodzina von Estorff zamieszkuje dobro Barnstedt. W 1576 trzej bracia von Estorff: Heinrich, Carl i Luleff postanawiają wznieść kaplicę w Barnstedt. W 1593 Ludolph von Estorff spełnił życzenie ojca i zbudował kaplicę. W 1731 na polecenie Eleonory de Farcy de St. Laurent, żony Ludolpha-Otto von Estorff kaplica zostaje przeniesiona na obecne miejsce i wyposażona w dzwon pochodzący z 1368. Ambona pochodzi także z tego czasu. Gruntownego remontu dokonał Albrecht von Estorff w 1893. Północne wejście zostało wtedy przeniesione na zachodnią stronę. W 1966 zostały odkryte malowidła z 1731 a w 1985 nastąpiła gruntowna renowacja kaplicy sfinansowana przez powiat Lüneburg. Stara konstrukcja muru pruskiego na ścianie szczytowej została wtedy również odsłonięta. Celem całej renowacji i rekonstrukcji było przywrócenie pierwotnego charakteu kaplicy.

## Komunikacja
Barnstedt znajduje się 17 km od węzła Lüneburg-Nord na autostradzie A39. Do drogi krajowej B4 w Melbeck jest ok. 6 km, podobnie jak do drogi krajowej B209 w Drögennindorf, lub w Oerzen.